# Comuna Bolvașnița, Caraș-Severin
Bolvașnița (în maghiară: Bolvás, în germană: Bolwaschnitza) este o comună în județul Caraș-Severin, Banat, România, formată din satele Bolvașnița (reședința) și Vârciorova.

## Demografie
Componența etnică a comunei Bolvașnița
     Români (95,26%)
     Alte etnii (0,31%)
     Necunoscută (4,43%)
Componența confesională a comunei Bolvașnița
     Ortodocși (83,59%)
     Baptiști (10,42%)
     Alte religii (1,48%)
     Necunoscută (4,51%)
Conform recensământului efectuat în 2021, populația comunei Bolvașnița se ridică la 1.286 de locuitori, în scădere față de recensământul anterior din 2011, când fuseseră înregistrați 1.405 locuitori. Majoritatea locuitorilor sunt români (95,26%), iar pentru 4,43% nu se cunoaște apartenența etnică. Din punct de vedere confesional, majoritatea locuitorilor sunt ortodocși (83,59%), cu o minoritate de baptiști (10,42%), iar pentru 4,51% nu se cunoaște apartenența confesională.

## Politică și administrație
Comuna Bolvașnița este administrată de un primar și un consiliu local compus din 9 consilieri. Primarul, Marius-Maxim-Daniel Măran[*], de la Partidul Național Liberal, este în funcție din 1 noiembrie 2024. Începând cu alegerile locale din 2024, consiliul local are următoarea componență pe partide politice:
|  | Partid                              | Consilieri | Componența Consiliului | Componența Consiliului |
|  | ----------------------------------- | ---------- | ---------------------- | ---------------------- |
|  | Partidul Național Liberal           | 2          |                        |                        |
|  | Alianța pentru Unirea Românilor     | 2          |                        |                        |
|  | Partidul România Mare               | 1          |                        |                        |
|  | Partidul Puterii Umaniste           | 1          |                        |                        |
|  | Uniunea Salvați România             | 1          |                        |                        |
|  | Partidul Social Democrat            | 1          |                        |                        |
|  | Partidul Național Conservator Român | 1          |                        |                        |